# Rabah Aboud
Rabah Aboud (* 1. Januar 1981 in Tissemsilt) ist ein algerischer Leichtathlet, der sich auf den Langstreckenlauf spezialisiert hat.

## Sportliche Laufbahn
Erste internationale Erfahrungen sammelte Rabah Aboud bei den Crosslauf-Weltmeisterschaften 2000 in Vilamoura, bei denen er nach 25:11 min den 39. Platz in der U20-Wertung belegte. Fünf Jahre später erreichte er bei den Crosslauf-Weltmeisterschaften 2005 in Saint-Étienne nach 12:16 min den 23. Platz im Kurzrennen und bei den Crosslauf-Weltmeisterschaften 2006 in Fukuoka erreichte er nach 11:32 min Rang 52. Im Jahr darauf nahm er im 5000-Meter-Lauf an den Militärweltspielen in Hyderabad teil und gewann dort in 13:53,74 min die Bronzemedaille hinter dem Kenianer Mark Kosgei Kiptoo und Brahim Belaout aus Marokko. Bei den Crosslauf-Weltmeisterschaften 2008 in Edinburgh gelangte er nach 38:24 min auf Platz 97 2010 gelangte er bei den Crosslauf-Weltmeisterschaften 2010 in Punta Umbría nach 35:33 min auf den 20. Platz. Anschließend belegte er bei den Militärweltspielen in Rio de Janeiro in 13:19,00 min den vierten Platz und schied bei den Weltmeisterschaften im südkoreanischen Daegu mit 14:00,34 min im Vorlauf aus. Daraufhin erreichte er bei den Afrikaspielen in Maputo in 13:50,56 min den zehnten Platz und gelangte bei den Panarabischen Spielen in Doha im 10.000-Meter-Lauf nicht das Ziel. 2012 qualifizierte er sich über 5000 Meter für die Olympischen Spiele in London, bei denen er mit 13:28,38 min aber nicht das Finale erreichte.
Bei den Crosslauf-Weltmeisterschaften 2013 in Bydgoszcz gelangte er nach 33:28 min auf den elften Platz und siegte anschließend bei den Mittelmeerspielen in Mersin in 13:38,01 min über 5000 Meter, ehe er bei den Islamic Solidarity Games in Palembang mit 14:48,48 min auf den fünften Platz gelangte. Bei den Crosslauf-Weltmeisterschaften 2015 in Guiyang erreichte er nach 37:20 min den 31. Platz und belegte bei den Militärweltspielen im südkoreanischen Mungyeong in 14:09,83 min den achten Platz über 5000 Meter. 2016 siegte er in 1:05:02 h beim Auch-Halbmarathon und bei den Crosslauf-Weltmeisterschaften 2017 gelangte er bei mit 30:48 min auf Platz 45. 2022 startete er im Halbmarathon bei den Mittelmeerspielen in Oran und konnte dort sein Rennen nicht beenden.

## Persönliche Bestleistungen
- 5000 Meter: 13:19,00 min, 23. Juli 2011 in Rio de Janeiro
- Halbmarathon: 1:05:02 h, 20. März 2016 in Auch